# Feng Xuefeng
Feng Xuefeng (chiń. upr. 冯学凤; pinyin Féng Xuéfèng; ur. 25 grudnia 1982) – chińska brydżystka z tytułem World Life Master w kategorii Kobiet (WBF).

## Wyniki brydżowe

### Zawody światowe
W światowych zawodach zdobyła następujące lokaty:
| Mistrzostwa Świata. Konkurencja teamów | Mistrzostwa Świata. Konkurencja teamów | Mistrzostwa Świata. Konkurencja teamów | Mistrzostwa Świata. Konkurencja teamów | Mistrzostwa Świata. Konkurencja teamów | Mistrzostwa Świata. Konkurencja teamów |
| Rok                                    | Miejsce                                | Zawody                                 | Kategoria                              | Drużyna                                | Pozycja                                |
| -------------------------------------- | -------------------------------------- | -------------------------------------- | -------------------------------------- | -------------------------------------- | -------------------------------------- |
| 2014                                   | Sanya                                  | 14. Seria Mistrzostw Świata            | Open                                   | Changyu                                | 122                                    |
| 2013                                   | Nusa Dua                               | 41. Mistrzostwa Świata Teamów          | Kobiety                                | China                                  | 4                                      |
| 2011                                   | Pekin                                  | SportAccord World Mind Games           | Kobiety                                | China                                  | 3                                      |
| 2011                                   | Veldhoven                              | 40 Mistrzostwa Świata Teamów           | Trans                                  | China Ladies                           | 68                                     |
| 2011                                   | Veldhoven                              | 40 Mistrzostwa Świata Teamów           | Kobiety                                | China                                  | 5                                      |
| 2010                                   | Filadelfia                             | 13 Seria Mistrzostw Świata             | Kobiety                                | China Ladies Team                      | 1                                      |
| 2008                                   | Pekin                                  | 1 Olimpiada Sportów Umysłowych         | Miksty                                 | Beijing Huayuan BC                     | 9                                      |

| Mistrzostwa Świata. Konkurencja par | Mistrzostwa Świata. Konkurencja par | Mistrzostwa Świata. Konkurencja par | Mistrzostwa Świata. Konkurencja par | Mistrzostwa Świata. Konkurencja par | Mistrzostwa Świata. Konkurencja par |
| Rok                                 | Miejsce                             | Zawody                              | Kategoria                           | Partner                             | Pozycja                             |
| ----------------------------------- | ----------------------------------- | ----------------------------------- | ----------------------------------- | ----------------------------------- | ----------------------------------- |
| 2011                                | Pekin                               | SportAccord World Mind Games        | Kobiety                             | Sun Yanhui                          | 2                                   |
| 2010                                | Filadelfia                          | 13 Mistrzostwa Świata               | Kobiety                             | Sun Yanhui                          | 6                                   |

| Mistrzostwa Świata. Konkurencja indywidualna | Mistrzostwa Świata. Konkurencja indywidualna | Mistrzostwa Świata. Konkurencja indywidualna | Mistrzostwa Świata. Konkurencja indywidualna | Mistrzostwa Świata. Konkurencja indywidualna | Mistrzostwa Świata. Konkurencja indywidualna |
| Rok                                          | Miejsce                                      | Zawody                                       | Kategoria                                    | Pozycja                                      |                                              |
| -------------------------------------------- | -------------------------------------------- | -------------------------------------------- | -------------------------------------------- | -------------------------------------------- | -------------------------------------------- |
| 2011                                         | Pekin                                        | SportAccord World Mind Games                 | Kobiety                                      | 7                                            |                                              |

### Zawody europejskie
W europejskich zawodach zdobyła następujące lokaty:
| Zawody europejskie. Konkurencja teamów | Zawody europejskie. Konkurencja teamów | Zawody europejskie. Konkurencja teamów | Zawody europejskie. Konkurencja teamów | Zawody europejskie. Konkurencja teamów | Zawody europejskie. Konkurencja teamów |
| Rok                                    | Miejsce                                | Zawody                                 | Kategoria                              | Drużyna                                | Pozycja                                |
| -------------------------------------- | -------------------------------------- | -------------------------------------- | -------------------------------------- | -------------------------------------- | -------------------------------------- |
| 2013                                   | Ostenda                                | 6. Otwarte Mistrzostwa Europy          | Kobiety                                | China 1                                | 1                                      |

| Zawody europejskie. Konkurencja par | Zawody europejskie. Konkurencja par | Zawody europejskie. Konkurencja par | Zawody europejskie. Konkurencja par | Zawody europejskie. Konkurencja par | Zawody europejskie. Konkurencja par |
| Rok                                 | Miejsce                             | Zawody                              | Kategoria                           | Partner                             | Pozycja                             |
| ----------------------------------- | ----------------------------------- | ----------------------------------- | ----------------------------------- | ----------------------------------- | ----------------------------------- |
| 2013                                | Ostenda                             | 6. Otwarte Mistrzostwa Europy       | Kobiety                             | Zhang Yu                            | 11                                  |

## Klasyfikacja
- Feng Xuefeng – klasyfikacja WBF (ang.)